# Ginny and Georgia
Ginny en Georgia is een dramedy-serie gecreëerd door Sarah Lampert die uitgezonden wordt door streamingsdienst Netflix. Het eerste seizoen ging in première op 24 februari 2021, 5 januari 2023 werd de serie verlengd met een tweede seizoen. Seizoen 3 is beschikbaar sinds 5 juni 2025.

## Plot
De serie volgt 15-jarige Ginny Miller en haar moeder, de 30-jarige Georgia Miller. Ze verhuizen naar een klein plaatsje, waar Georgia een relatie start met de burgemeester, terwijl Ginny achter steeds meer van haar moeders geheimen komt.

## Rolverdeling
De rolverdeling is als volgt:

### Hoofdpersonages
- Brianne Howey als Georgia Miller
- Antonia Gentry als Ginny Miller
- Diesel La Torraca als Austin Miller
- Felix Mallard als Marcus Baker
- Scott Porter als Paul Randolph
- Sara Waisglass als Maxine Baker
- Nikki Roumel als Georgia als kind

### Terugkerende personages
- Jennifer Robertson als Ellen Baker
- Raymond Ablack als Joe
- Katie Douglas als Abby Littman
- Mason Temple als Hunter Chen
- Chelsea Clark als Norah
- Alex Mallari Jr. als Gabriel Cordova
- Devyn Nekoda als Riley
- Nathan Mitchell als Zion Miller
- Dan Beirne als Nick
- Sabrina Grdevich als Cynthia Fuller

## Afleveringen
| Seizoen | Aflevering | Regisseur                  | Schrijver                            | Uitgekomen op    |
| ------- | ---------- | -------------------------- | ------------------------------------ | ---------------- |
| 1       | 1          | Anya Adams                 | Sarah Lampert                        | 24 februari 2021 |
| 1       | 2          | Anya Adams                 | Sarah Lampert en Debra J. Fisher     | 24 februari 2021 |
| 1       | 3          | Renuka Jeyapalan           | David Monohan en Danielle Hoover     | 24 februari 2021 |
| 1       | 4          | Renuka Jeyapalan           | Tawnya Bhattacharya en Ali Laventhol | 24 februari 2021 |
| 1       | 5          | Sudz Sutherland            | Mike Gauyo en Briana Belser          | 24 februari 2021 |
| 1       | 6          | Sudz Sutherland            | Danielle Hoover en David Monahan     | 24 februari 2021 |
| 1       | 7          | Aleysa Young               | Ali Laventhol en Tawnya Bhattacharya | 24 februari 2021 |
| 1       | 8          | Aleysa Young               | Briana Belser en Mike Gauyo          | 24 februari 2021 |
| 1       | 9          | Catalina Aguilar-Mastretta | Danielle Hoover en David Monahan     | 24 februari 2021 |
| 1       | 10         | Catalina Aguilar-Mastretta | Debra J. Fisher en Sarah Lampert     | 24 februari 2021 |

| Seizoen | Aflevering | Regisseur          | Schrijver                            | Uitgekomen op  |
| ------- | ---------- | ------------------ | ------------------------------------ | -------------- |
| 2       | 11         | James Genn         | Sarah Lampert en Debra J. Fisher     | 5 januari 2023 |
| 2       | 12         | James Genn         | Danielle Hoover en David Monahan     | 5 januari 2023 |
| 2       | 13         | Audrey Cummings    | Mike Gauyo                           | 5 januari 2023 |
| 2       | 14         | Audrey Cummings    | Anil K. Foreman                      | 5 januari 2023 |
| 2       | 15         | Danishka Esterhazy | Kale Futterman                       | 5 januari 2023 |
| 2       | 16         | Danishka Esterhazy | Angela Nissel                        | 5 januari 2023 |
| 2       | 17         | Sharon Lewis       | Danielle Hoover en David Monahan     | 5 januari 2023 |
| 2       | 18         | Sharon Lewis       | Megan Hartenstein en Jordan Dumbroff | 5 januari 2023 |
| 2       | 19         | Rose Troche        | Debra J. Fisher en Sarah Lampert     | 5 januari 2023 |
| 2       | 20         | Rose Troche        | Sarah Lampert en Debra J. Fisher     | 5 januari 2023 |

| Seizoen | Aflevering | Regisseur        | Schrijver                            | Uitgekomen op |
| ------- | ---------- | ---------------- | ------------------------------------ | ------------- |
| 3       | 21         | April Mullen     | Sarah Lampert                        | 5 juni 2025   |
| 3       | 22         | April Mullen     | Danielle Hoover en David Monahan     | 5 juni 2025   |
| 3       | 23         | Jasmin Mozaffari | Ayotunde Ifaturoti en Michelle Askew | 5 juni 2025   |
| 3       | 24         | Jasmin Mozaffari | Ali Kinney                           | 5 juni 2025   |
| 3       | 25         | Liz Allen        | Eboni Freeman                        | 5 juni 2025   |
| 3       | 26         | Liz Allen        | Zachary Arthur en Jordan Dumbroff    | 5 juni 2025   |
| 3       | 27         | Sharon Lewis     | Kourtney Richard                     | 5 juni 2025   |
| 3       | 28         | Sharon Lewis     | Danielle Hoover en David Monahan     | 5 juni 2025   |
| 3       | 29         | Darnell Martin   | Sarah Glinski                        | 5 juni 2025   |
| 3       | 30         | Darnell Martin   | Sarah Lampert                        | 5 juni 2025   |